# Zone Stad
Zone Stad was een Vlaamse politieserie van Studio-A die oorspronkelijk van 2003 tot 2013 werd uitgezonden door VTM. De serie is elk seizoen goed voor dertien afleveringen.
In het voorjaar 2013 werd het achtste seizoen uitgezonden. Na afloop hiervan werd bekendgemaakt dat een eventueel vervolg zonder hoofdrolspeler Guy Van Sande zou worden gemaakt en dat ook verschillende andere gezichten zouden verdwijnen. In januari 2014 werd meegedeeld dat de reeks wordt stopgezet.
Nadat de hoofdrolspeler van de reeks, Guy Van Sande, veroordeeld werd voor een zedendelict, is VTM gestopt met het uitzenden van de serie. De reeks is ook niet meer beschikbaar via de online kanalen van deze zender.
De eerste drie seizoenen werden tussen 2007 en 2009 ook in Nederland uitgezonden door de publieke omroep TROS. In 2012 zijn ook het vijfde en zesde seizoen uitgezonden, onder de naam Politie Antwerpen. De eerste vijf afleveringen werden uitgezonden onder de naam Flikken Antwerpen, maar Eyeworks en Eén wilden dit aangepast zien, omdat de naam te veel deed denken aan hun Flikken.

## Inhoud
De serie speelt zich af in een politiebureau in het centrum van Antwerpen (Den Oudaan) en de politiemensen krijgen daar vaak te doen met misdadigers van diverse pluimage. Dat brengt nogal wat spanning en actie, maar ook emotie, romantiek en humor met zich mee. Toch sluit de serie nauw aan bij de realiteit van het echte politiewerk en de spanningen die dit met zich meebrengt in het professionele en het persoonlijke leven van de betrokkenen. Daarom wordt ook zeer nauw samengewerkt met de Antwerpse politie. De politiediensten van de Scheldestad leveren niet alleen logistieke steun, maar ze waken er ook over dat de scenario's zeer realistisch zijn.
Centraal staan de politiemensen van het wijkbureau Zone Stad. Zij pakken de misdaad aan van het centrum tot in de haven. Geen onderwerp wordt uit de weg gegaan. De misdaad in al haar facetten komt aan bod: familiedrama's, moorden, afpersingen, verkrachtingen, maar ook handtassendiefstallen, burenruzies en zakkenrollerij, tot de georganiseerde misdaad. De keuze van Zone Stad als arena is niet toevallig. Het actieterrein reikt van het hartje van de stad tot in de haven en biedt een breed palet aan mogelijkheden.
Maar onder de uniformen schuilen mensen van vlees en bloed met hun liefdes, hoop en verwachtingen, maar ook met hun problemen en ontgoochelingen en hun onderlinge strubbelingen. Geen zwart-wit figuren, maar personages, die psychologisch stevig onderbouwd zijn. Uiteraard gaat het om fictie en gelijkenissen met bestaande figuren zijn louter toevallig.
In elke aflevering worden verschillende verhalen door elkaar verweven. Korte en snedige sequenties geven het verhaal de nodige vaart. Verrassende wendingen zorgen ervoor dat de kijker van het begin tot het einde geboeid blijft.

## Rolverdeling
Legenda:
 Hoofdpersonage
 Gastrol (+ aantal afleveringen)

### Rolverdeling per seizoen
| Acteur              | Personage           | Seizoen  | Seizoen  | Seizoen  | Seizoen  | Seizoen  | Seizoen  | Seizoen  | Seizoen  | Seizoen |
| Acteur              | Personage           | 1        | 2        | 3        | 4        | 5        | 6        | 7        | 8        |         |
| ------------------- | ------------------- | -------- | -------- | -------- | -------- | -------- | -------- | -------- | -------- | ------- |
| Guy Van Sande       | Tom Segers          | Hoofdrol | Hoofdrol | Hoofdrol | Hoofdrol | Hoofdrol | Hoofdrol | Hoofdrol | Hoofdrol |         |
| Katrien Vandendries | Dani Wauters        | Hoofdrol | Hoofdrol | Hoofdrol | Hoofdrol | Hoofdrol | Hoofdrol | Hoofdrol | Hoofdrol |         |
| Ivan Pecnik         | Wim Jacobs          | Hoofdrol | Hoofdrol | Hoofdrol | 4 afl.   | 4 afl.   |          |          | 9 afl.   |         |
| Anne Mie Gils       | An Treunen          | Hoofdrol | Hoofdrol | Hoofdrol | Hoofdrol |          |          |          |          |         |
| Rudi Delhem         | Ivo Celis           | Hoofdrol | Hoofdrol | Hoofdrol | Hoofdrol |          |          |          |          |         |
| Tom Van Landuyt     | 'Ruige' Ronny Nijs  | Hoofdrol | Hoofdrol | Hoofdrol |          |          | 8 afl.   |          |          |         |
| Jan Van Looveren    | Jean Bellon         | Hoofdrol | Hoofdrol | Hoofdrol |          |          |          |          |          |         |
| Robrecht De Roock   | Jean Verbeken       | Hoofdrol | Hoofdrol |          |          |          |          |          |          |         |
| George Arrendell    | Jimmy N'Tongo       |          |          | Hoofdrol | Hoofdrol | Hoofdrol | Hoofdrol | Hoofdrol | 2 afl.   |         |
| Warre Borgmans      | Frederik Speltinckx |          |          | 9 afl.   | Hoofdrol | Hoofdrol |          |          |          |         |
| Peter Van Asbroeck  | Mike Van Peel       |          |          |          | Hoofdrol | Hoofdrol | Hoofdrol | Hoofdrol | Hoofdrol |         |
| An Vanderstighelen  | Els Buyens          |          |          |          | Hoofdrol | Hoofdrol | Hoofdrol | Hoofdrol | Hoofdrol |         |
| Werner De Smedt     | Lucas Neefs         |          |          |          | Hoofdrol | Hoofdrol | Hoofdrol | Hoofdrol | Hoofdrol |         |
| Lien Van de Kelder  | Fien Bosvoorde      |          |          |          | Hoofdrol | Hoofdrol | Hoofdrol | Hoofdrol |          |         |
| Tine Van den Brande | Kathy Vanparys      |          |          |          | Hoofdrol | Hoofdrol | 2 afl.   |          | 2 afl.   |         |
| Kim Hertogs         | Esther Mathijs      |          |          |          |          |          |          |          | Hoofdrol |         |

## Seizoenen
Seizoen 1
Tom Segers verliest zijn politiepartner tijdens een gevaarlijke inval. Zijn nieuwe partner, Dani Wauters, laat hem koud. Tom start samen met zijn tipgever Ruige Ronny een zoektocht naar Rossen John, de man die de dood van zijn partner op zijn geweten heeft. Op het bureau heeft commissaris Treunen de touwtjes stevig in handen, maar ze verliest de controle wanneer haar dochters op weg naar school aangereden worden en een van hen sterft. Wim Jacobs toont zich op het bureau een vrouwenverslinder, maar krijgt het aan de stok met de man van zijn collega Katrien. Niet veel later wordt hij door haar beschuldigd van intimidatie. Zij wordt overgeplaatst en vervangen door Gwenny. Verder zijn er nog de agenten Bellon en Verbeken. Nadat het team een bende diamantsmokkelaars heeft opgerold, zint de ontkomen bendeleider op wraak. Terwijl iedereen zich opmaakt voor het jaarlijkse politiebal, plaatst de man een bom in de wagen van hoofdcommissaris An Treunen. Het is echter niet zij, maar haar man die letterlijk de dood instapt.
Seizoen 2
De moord op de man van hoofdcommissaris Treunen zorgt enkele weken voor spanning op het bureau. Uiteindelijk kan, dankzij Ruige Ronny, de dader worden opgepakt. Tom en Dani groeien naar elkaar toe en lijken zelfs interesse in elkaar te hebben. Wim en Gwenny starten een relatie, maar het is niet altijd rozengeur en maneschijn. Ronny heeft een lief: Tess. Vrijwel meteen verdwijnt zij echter en het team wordt meegesleept in een gevaarlijk machtsspel. Jean Bellon trouwt met zijn vriend. An Treunen wil echter niet dat haar manschappen op het huwelijk aanwezig zijn, omdat er te veel werk is. Wanneer ze haar bevel negeren en allemaal op de plechtigheid verschijnen, dreigt de commissaris dan ook met acties. De enige die lijkt te ontbreken is Jean Verbeken.
Seizoen 3
Tom is jaloers wanneer Dani met een journalist gaat daten; ze wil namelijk niet eeuwig op Tom wachten. Intussen komt Jimmy N'Tongo het team vervoegen als opvolger van Jean Verbeken. Hij en Jean Bellon moeten echter nog op elkaar ingespeeld raken. Na het politiebal verdwijnt Gwenny. Ze werd het laatst gezien met Tom en in ruzie met Wim, waardoor beide mannen worden verdacht. De zoektocht eindigt wanneer het lijk van Gwenny gevonden wordt en Wim wordt overgeplaatst. Commissaris Treunen beleeft dan weer haar eigen amoureuze avontuur met onderzoeksrechter Stefaan Paulussen. Tom Segers en Dani Wauters raken er steeds meer van overtuigd dat hun nieuwe korpschef Frederik Speltinckx niet helemaal zuiver op de graat is en schakelen Ruige Ronny in. Zijn undercoveravontuur kost hem bijna het leven. Intussen komt het onderzoek tot een ontknoping in een chalet in de Vlaamse Ardennen, waar een gezellig weekendje voor de korpschef en zijn vrouw uitdraait in een bloedbad.
Seizoen 4
Treunen wordt weggepromoveerd op het bureau en Dani wordt commissaris. Tom krijgt een nieuwe partner: Fien Bosvoorde. Tom zelf kan niet goed overweg met de promotie van Dani en hun knipperlichtrelatie wordt op hold gezet. Bellon is vertrokken bij de politie en Jimmy krijgt een nieuwe partner: Mike Van Peel. Baliebeambte Ivo Celis kijkt aan tegen zijn pensioen en mag op zijn laatste werkdag mee op interventie. Het avontuur eindigt in een tragedie wanneer Ivo wordt doodgeschoten. Mike laat al snel zijn oog vallen op Els Buyens, de nieuwe baliebediende. Ook nieuw zijn forensisch expert Lucas en zijn vrouw, wetsdokter Kathy Vanparys. Lucas bedriegt Kathy met Fien en Kathy krijgt steeds meer oog voor Tom. Hierdoor worden Tom en Fien tegenover elkaar uitgespeeld. Wanneer de kinderen van Kathy en Lucas ontvoerd worden, moet iedereen zijn mening herzien. Kathy en Lucas kiezen weer voor elkaar. Intussen lijken Tom Segers en Dani Wauters eindelijk toe te geven aan hun gevoelens voor elkaar.
Seizoen 5
Fien en korpschef Speltinckx worden gegijzeld in het gemeentehuis. Gelukkig worden ze gered door Brik, een undercoveragent die was geïnfiltreerd bij de gijzelnemers. Fien begint met hem te daten, hoewel ze weet dat het niet mag. Jimmy heeft een nieuw lief, maar haar ouders vinden hem geen goede partij en hebben daarbovenop een geheim. Mike en Els zijn een koppel, maar ze hebben problemen met de tienerzoon van Els. Lucas gaat een cursus volgen in Amerika, wat ervoor zorgt dat Kathy en Tom hun affaire kunnen verderzetten. Dani is razendjaloers en laat het koppel zelfs achtervolgen door een detective. Fien Bosvoorde, al geruime tijd zwanger van undercoveragent Brik, is razend op haar collega's die hem steeds meer beginnen te wantrouwen. Ze gaat zelf op onderzoek uit naar de zware drugsbende waarin hij is geïnfiltreerd. Wanneer ze Brik wil confronteren met de feiten, wordt het tweetal betrapt door bendelid Dimitri Alva. Intussen dient het huwelijk van Tom Segers en Kathy Vanparys zich aan. Tom wordt echter samen met commissaris Dani Wauters weggeroepen om Fien en Brik te redden. De escapade eindigt met een kus van Tom en Dani.
Seizoen 6
Fien heeft de baby verloren en het contact met Brik verwatert. Ze stort zich op haar nieuwe studie en onderzoekt de case van de keldermoordenaar. Dimitri Alva ontsnapt en wil wraak nemen op het team. Kathy geeft haar leven een nieuwe wending en verhuist met de kinderen; Lucas blijft alleen achter. Nadat zijn moeder is gestorven, is Tom vastbesloten om het familiegeheim omtrent de moord op zijn vader op te lossen. Mike heeft een bijverdienste: prostituees rondrijden. Hij wordt betrapt en Els wil met hem breken, maar komt uiteindelijk op haar beslissing terug. Intussen wordt Dani adjunct-korpschef en Lucas krijgt de baan van commissaris. Fien wordt bijna zelf vermoord door de keldermoordenaar wanneer ze hem te dichtbij laat komen. Tom Segers ontdekt dat niet een inbreker, maar hijzelf jaren geleden zijn vader heeft gedood. Intussen heeft hij andere zorgen aan zijn hoofd, wanneer de zus van Ruige Ronny wordt vermoord. Ronny komt de moordenaar op het spoor en het komt tot een gevecht op leven en dood. Wanneer Tom er wil tussenkomen, schiet hij per ongeluk Ronny dood. Tom levert zijn spullen in bij commissaris Lucas Neefs en neemt ontslag.
Seizoen 7
Tom maakt kennis met Inez, de advocate van de Alvabende. Hij start zelfs een relatie met haar, maar wat hij niet weet is dat Inez eigenlijk de dochter is van de vermoorde peetvader Rodrigo Alva, en dat ze door de bende zelf is voorgedragen als nieuwe leider. Ook weet Tom niet dat deze Rodrigo Alva eigenlijk zijn biologische vader was. Mike en Els trouwen. Dani heeft een affaire met Maxim, een advocaat, maar voor de man mondt de relatie uit in een ware obsessie voor Dani. De Alvabende zint nog steeds op wraak en werkt samen met Lucas Neefs om Tom Segers uit de weg ruimen. Het nieuwste plan van de bende bestaat erin Fien Bosvoorde en haar vader te ontvoeren, om zo Tom in de val te lokken. Wanneer Lucas dit ontdekt, krijgt hij gewetenproblemen en probeert hij hen tevergeefs te stoppen. Uiteindelijk komt de politie Fien op het spoor, maar ze komen te laat: Fien wordt verhangen en sterft in de armen van Tom.
Seizoen 8
Fien is gestorven en Tom krijgt een nieuwe partner: Esther Mathijs. Zij houdt privé en werk gescheiden, en vertelt niemand dat ze thuis een dochter heeft. Tom zelf heeft zijn leven herpakt nu alle mysteries uit het verleden onthuld zijn. Lucas vreest dat zijn rol in de dood van Fien en de Alvabende aan het licht zal komen, zeker wanneer Jimmy de gsm van een van de bendeleden in zijn bezit krijgt, met daarop het gesprek over het complot van Lucas. Lucas laat zich begeleiden door een vrouwelijke psychiater, die opvallend veel interesse in hem toont. Al snel blijkt de vrouw niet te zijn wie zij is. Even later wordt het lichaam van Jimmy gevonden. Hij heeft zichzelf een kogel door het hoofd gejaagd. Maar was het wel zelfmoord? Het blijkt psychiater Veerle Goderis te zijn die zijn dood op haar geweten heeft. Later zorgt ze er ook voor dat Kathy Vanparys, de ex-vrouw van Lucas, wordt uitgeschakeld. Beetje bij beetje beseft Lucas dat hij geen kant meer opkan, want als hij haar verlinkt bij de politie, brengt zij ook zijn wandaden aan het licht. Uiteindelijk krijgt Lucas alsnog gewetenproblemen, wanneer Veerle ook Tom uit de weg wil ruimen. Lucas speelt open kaart tegen Esther en samen proberen ze Tom te redden. Die is intussen door Veerle verdoofd en op een treinspoor gelegd. In volle snelheid dendert een trein op hem af.

## Kijkcijfers
Het gemiddelde kijkcijfer per reeks:
- Reeks 4: 760.223 kijkers
- Reeks 5: 810.231 kijkers
- Reeks 6: 856.000 kijkers
- Reeks 7: 880.000 kijkers
- Reeks 8: 874.000 kijkers

## Nominaties
- Best European TV Series Drama 2008 (Festival de télévision de Monte-Carlo)
- Best International TV Series Drama 2008 (Festival de télévision de Monte-Carlo)
- Outstanding Actor Award 2008: Guy Van Sande & Peter Van Asbroeck (Festival de télévision de Monte-Carlo)
- Outstanding Actress Award 2008: Lien Van de Kelder & Katrien Vandendries (Festival de télévision de Monte-Carlo)

## Boeken
Er werd gestart met de uitgave van een boekenreeks, gebaseerd op de personages uit de televisieserie:
- Schizo (2010), door Bavo Dhooge
- Schone Schijn (2011), door Bavo Dhooge
- Souffleur Des Doods (2012), door Bavo Dhooge

## Trivia
- Anne Mie Gils' dochters, Pauline en Marie, speelden ook haar dochters, Maaike en Saartje, in de televisieserie Zone Stad.
- De soundtrack is Overcome van Tricky.
- Kim Hertogs, die in het achtste seizoen de rol van inspecteur Esther Mathijs speelt, was al eerder te zien in Zone Stad. In de aflevering Vergeten uit het vijfde seizoen, speelde ze Annick Van Dijck, moeder van een ontvoerd kind.
- De laatste aflevering van seizoen 8 had een open einde, waarbij Tom Segers verlamd op een treinspoor lag en een trein naderde. Een dag later werd bekend dat het personage bij een eventueel vervolg van de serie wordt geschrapt, terwijl hij in de oorspronkelijk opgenomen scène werd gered. Op de sociale media brak luid protest los vanwege de fans.